# Gutskirche Vollenschier

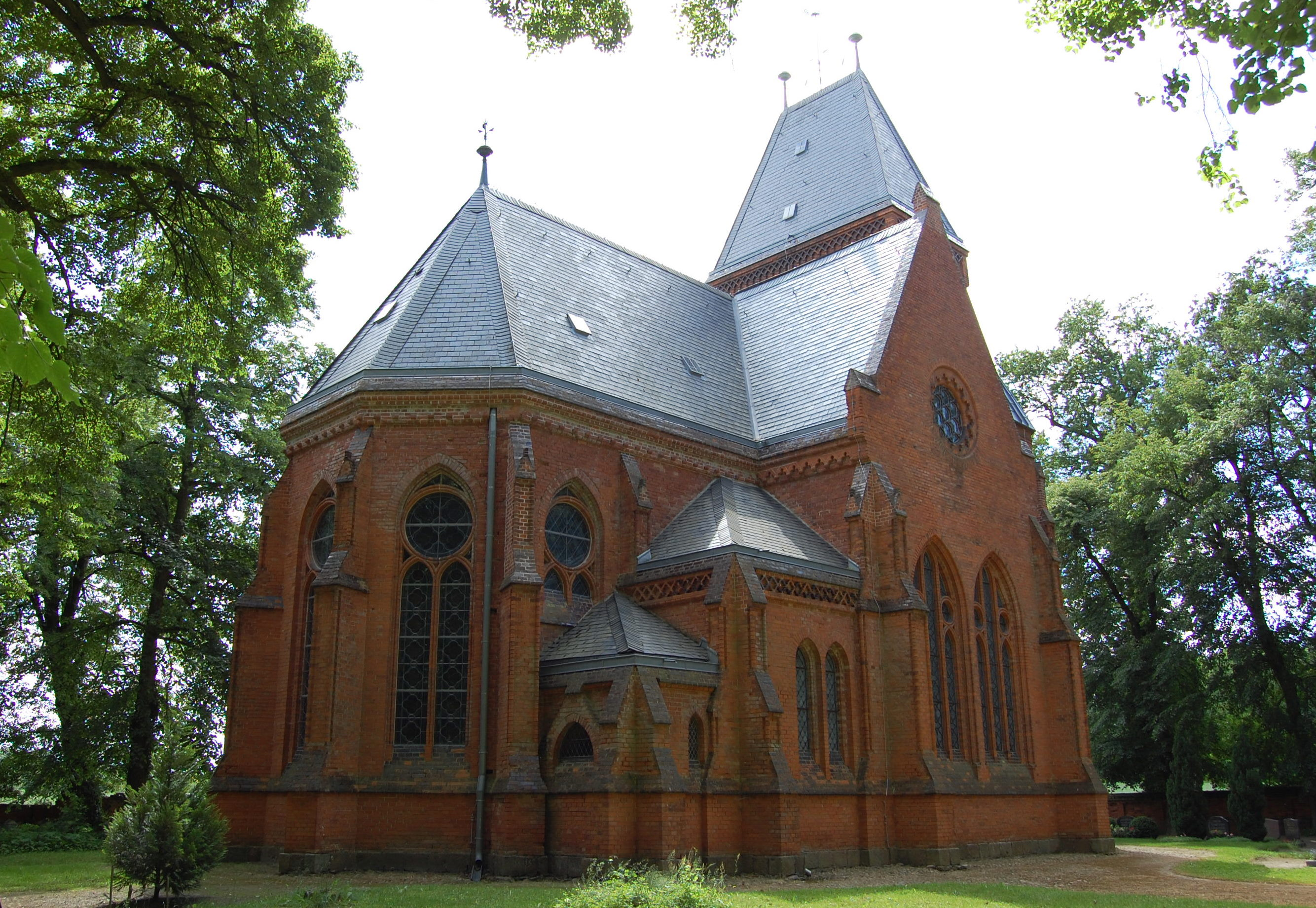
Gutskirche Vollenschier

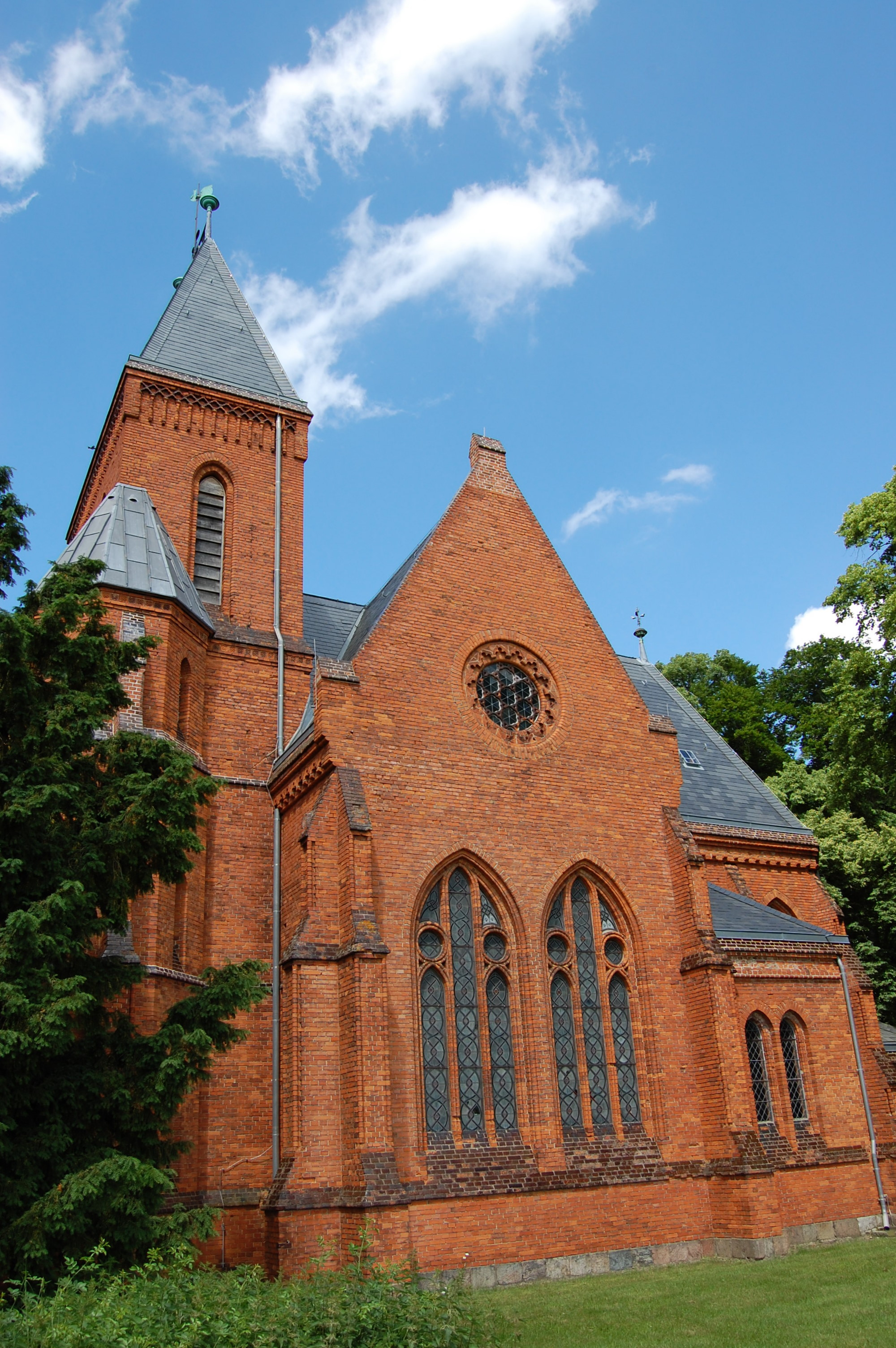
Ansicht von Südwesten

Die Gutskirche Vollenschier ist die evangelische Kirche des ehemaligen Guts Vollenschier, einem jetzt zum Stendaler Stadtteil Wittenmoor gehörenden Ort in Sachsen-Anhalt. Die Gemeinde gehört zum Pfarrbereich Kloster Neuendorf im Kirchenkreis Salzwedel der Evangelischen Kirche in Mitteldeutschland.

## Lage
Das im Stil der Neogotik errichtete denkmalgeschützte Gebäude liegt etwas abseits des Gutsgeländes am Rande des alten Gutsparks umgeben von hohen Bäumen. Weitere erwähnenswerte Gutsgebäude sind das Schloss Vollenschier und das Gutshaus Vollenschier. Das gesamte Erscheinungsbild der landschaftlich schön gelegenen Kirche ist untypisch für die ländlich geprägte Altmark.

## Architektur und Geschichte
Die stark gegliederte Kirche entstand in den Jahren 1875 bis 1877 durch den Architekten Conrad Wilhelm Hase. Auftraggeber war der Geheime Oberregierungsrat August Henning von Kröcher. Beim Bau waren bestimmte spezielle Wünsche des Auftraggebers zu berücksichtigen. So wurde ein Sitzgestühl für die Herrschaft in der Nähe des Chors gefordert, welches jedoch den Blicken der Leute entzogen sein sollte. Darüber hinaus wurden ein Sitzgestühl für Inspektor und Verwalter sowie ein Orgel- und Sängerknabenchor erwartet.
Die aus Backstein errichtete Kirche verfügt über einen Grundriss in Kreuzform und ist reich mit Schmuckelementen verziert. Spitze Ziergiebel, umlaufende Friese und ein reich gestaltetes Strebewerk bestimmen das äußere Erscheinungsbild der Kirche. Hinzu kommen kleine Anbauten. Die Kreuzform ergibt sich durch Turm, Querschiff, Mittelschiff und Apsis. Am Kirchenschiff befinden sich dreibahnige Spitzbogenfenster. Die Fenster am Chor sind zweibahnig. Der Boden der an der Ostseite gelegene Apsis ist gegenüber dem Mittelschiff erhöht. Auf der Westseite erhebt sich der Kirchturm mit polygonal gestalteten Treppenhäusern. Bedeckt ist die Kirche mit einem schiefergedeckten hohen Walmdach. Die Sakristei befindet sich an der Nordseite. Die zum Bau genutzten Backsteine stammten aus einer in der Nähe von Vollenschier betriebenen Ziegelei.
Das Kircheninnere wird von einem Kreuzrippengewölbe überspannt. Der polygonale Turmraum enthält die Orgelempore. Die bauzeitliche Originalausstattung, die gleichfalls auf Hase zurückgeht, ist noch vollständig vorhanden. So der neogotische Orgelprospekt, das geschnitzte Altarretabel mit Kruzifix und die mit Reliefs der vier Evangelisten verzierte hölzerne Kanzel aber auch die mit Ornamenten und figürlichen Darstellungen versehenen Glasfenster. Im Scheitelfenster des Chors sind die Symbole der Evangelisten zu sehen. Aus dieser Zeit stammen auch das Kirchengestühl und der schmiedeeiserne Leuchter. Weiterhin gibt es eine Sängertribüne, die sich über schräg gestellten Balkenköpfen befindet, die zu Drachenköpfen geschnitzt sind. Die Kuppa des Taufsteins ruht auf Dreiviertelsäulen, die auf liegenden Löwen stehen.
Die Kirche hat im Inneren eine Länge von 18,7 m, bei einer Breite von 12,2 m. Das Mittelschiff ist dabei 6,2 m breit während die beiden Seitenschiffe je 3 m breit sind. Die Höhe des Mittelschiffs bis zum Schlussstein beträgt 9,5 m. Die Querschiffe sind mit 9,2 m etwas niedriger. Die Seitenschiffe sind lediglich 4,9 m hoch, wobei deren Fußboden um etwa 0,5 m über dem Boden des Mittelschiffs liegt. Die Kirche verfügt über 121 Sitzplätze zuzüglich der neun Plätze für die Familie des Pfarrers im nördlichen Seitenschiff und der Sitze für Herrschaft, Inspektor und Verwalter im südlichen Seitenschiff. Die Bestuhlung für die Herrschaft hat einen gesonderten Eingang und eine eigene Vorhalle, die von Osten her zugänglich ist.

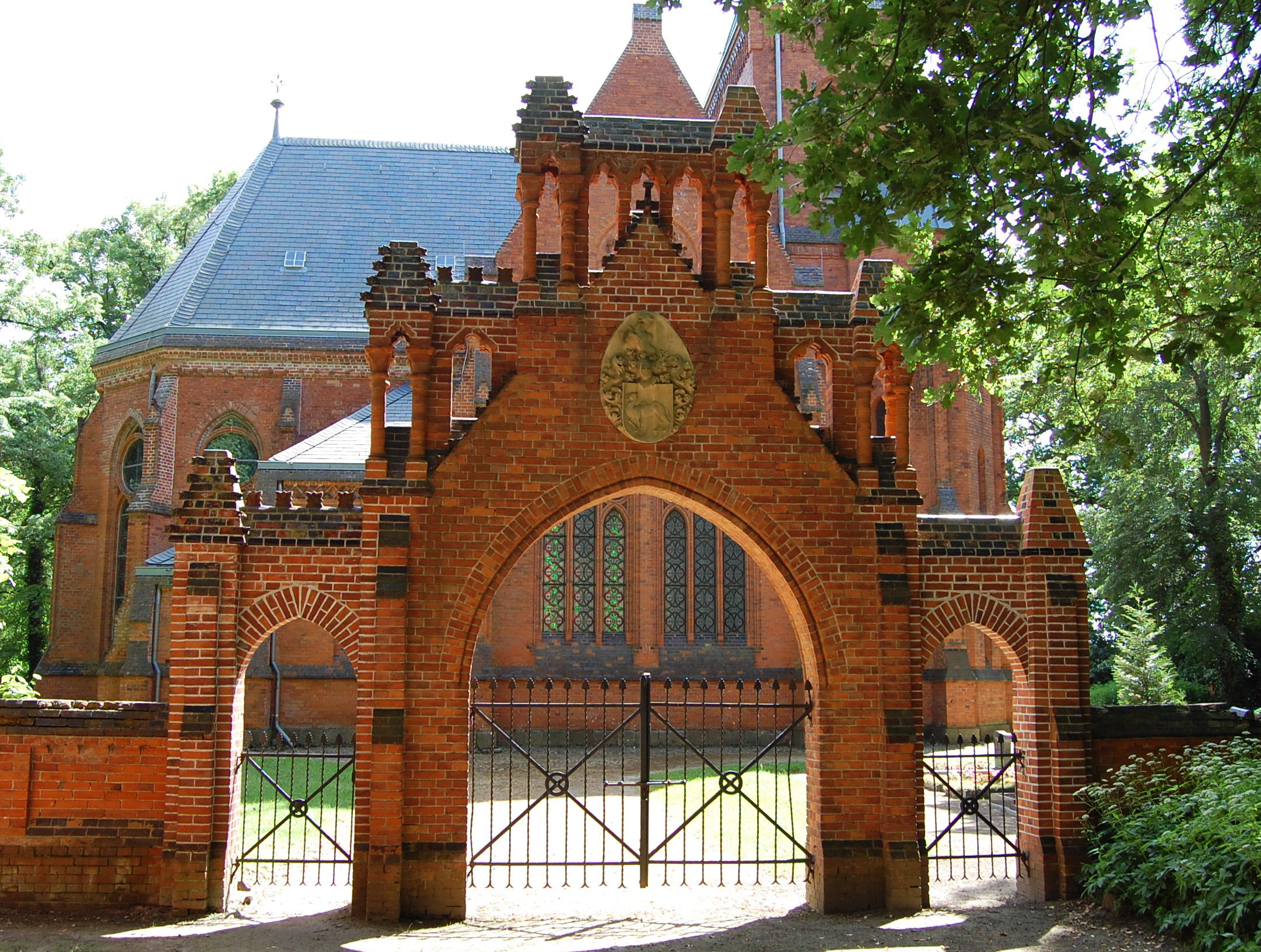
Tor zum Kirchhof

Die Kirche ist von einem Friedhof umgeben. Eindrucksvoll ist das in die Friedhofsmauer eingefügte, von Hase in den Jahren 1876 bis 1878 entworfene backsteinerne Friedhofsportal mit seiner kleinteiligen Baldachinarchitektur. Über dem Eingang befindet sich das Wappen der Familie von Kröcher.
Die Baukosten, ohne Innenausstattung, betrugen 30.000 Mark. Die Einweihung der Kirche erfolgte 1878. 1962 erhielt das Gebäude eine Blitzschutzanlage. Nachdem es bereits zuvor wiederholt Ausbesserungsarbeiten am Dach gegeben hatte, wurde das Dach 1978 erneut ausgebessert und der Dachbereich verändert.
Für die Kirche wurde am 4. Oktober 2000 ein Förderverein mit 17 Gründungsmitgliedern gegründet.
Im örtlichen Denkmalverzeichnis ist die Kirche unter der Erfassungsnummer 094 18532 000000000001 als Teilobjekt des Baudenkmals Gut Vollenschier verzeichnet.